# Chavannes-les-Grands
Chavannes-les-Grands (deutsch früher Großschaffnatt) ist eine französische Gemeinde im Département Territoire de Belfort in der Region Bourgogne-Franche-Comté.

## Geographie
Chavannes-les-Grands liegt auf 369 m, etwa 15 Kilometer ostsüdöstlich der Stadt Belfort (Luftlinie). Das Dorf erstreckt sich im Flachland der Burgundischen Pforte, in der Mulde des Dorfbachs westlich des Tals der Suarcine.
Die Fläche des 6,93 km² großen Gemeindegebiets umfasst einen Abschnitt der leicht gewellten Landschaft im Bereich der Burgundischen Pforte (Trouée de Belfort). Untergliedert wird das Gebiet durch mehrere, in Süd-Nord-Richtung verlaufende Gewässer, von denen die Suarcine die bedeutendste ist und für die Entwässerung zur Allaine sorgt. Sie nimmt, allerdings außerhalb des Gemeindebodens, die Lutter (bildet auf einem kurzen Streckenabschnitt die östliche Grenze), den Dorfbach von Chavannes und zwei weitere Seitenbäche auf. Zwischen den nahezu parallel verlaufenden Talmulden erheben sich leichte Anhöhen, die jedoch den angrenzenden Talboden selten mehr als 20 m überragen. Mit 385 m wird südlich des Dorfes die höchste Erhebung von Chavannes-les-Grands erreicht. Das Areal ist überwiegend mit Acker- und Wiesland bedeckt, zeigt aber auch einige größere Waldflächen. Nach Westen reicht der Gemeindeboden in die Wälder Bois du Flandrier und Bois de Ragie de la Dame. In Mulden- und Tallagen befinden sich verschiedene Weiher, die für die Fischzucht angelegt wurden.
Nachbargemeinden von Chavannes-les-Grands sind Magny im Norden, Manspach und Altenach im Osten, Chavanatte und Florimont im Süden sowie Vellescot, Bretagne und Montreux-Jeune im Westen.

## Geschichte
Chavannes-les-Grands wird 1291 erstmals in einer Urkunde erwähnt. In der ersten Hälfte des 14. Jahrhunderts gelangte das Dorf unter die Oberhoheit der Habsburger, worauf der Ortsname zu Groß-Schaffnatt germanisiert wurde. Zusammen mit dem Sundgau kam Chavannes-les-Grands mit dem Westfälischen Frieden 1648 an die französische Krone. Seit 1793 gehörte das Dorf zum Département Haut-Rhin, verblieb jedoch 1871 als Teil des Territoire de Belfort im Gegensatz zum restlichen Elsass bei Frankreich.

## Sehenswürdigkeiten

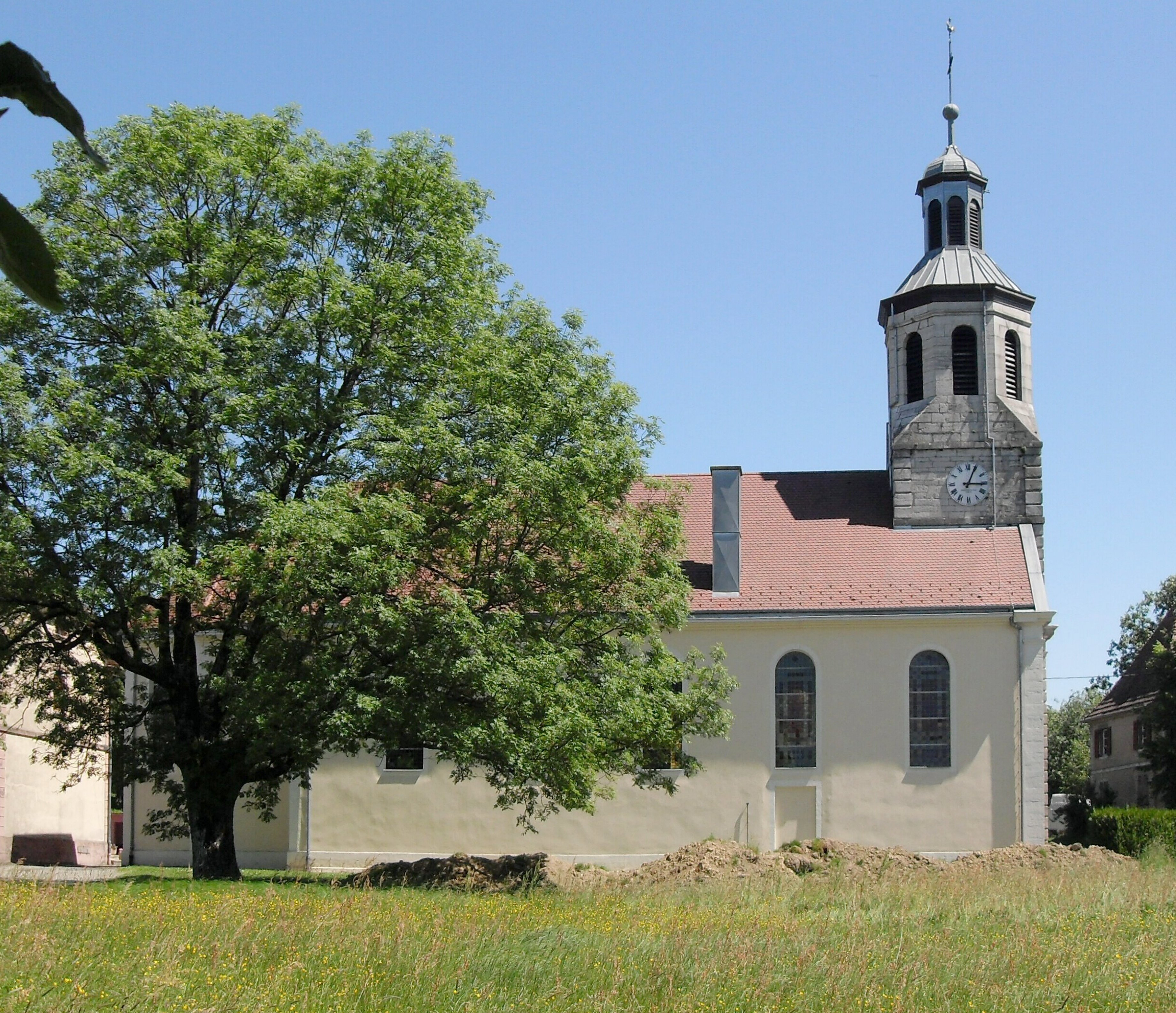
Kirche Sainte-Odile

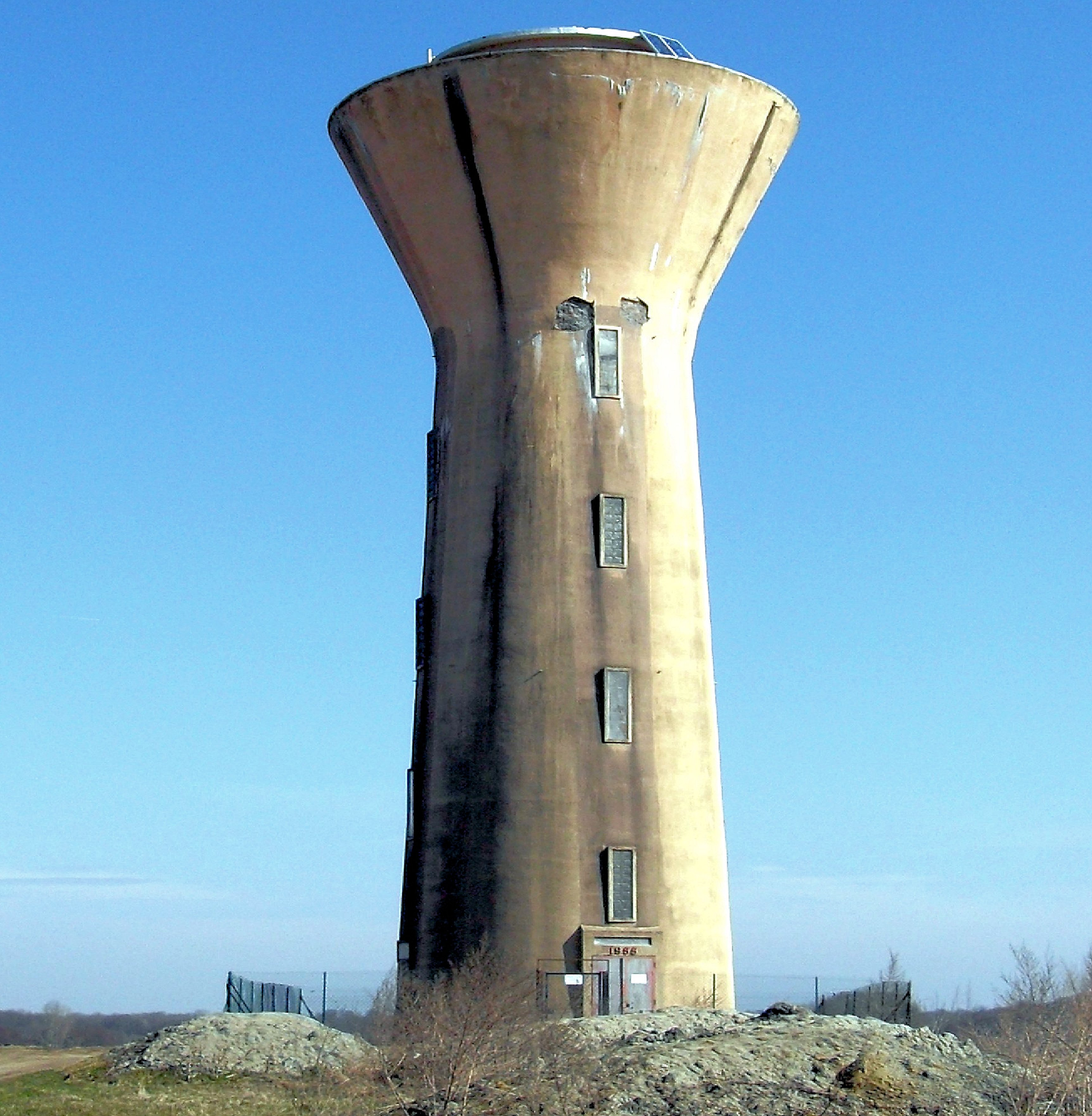
Wasserturm

Zu den Sehenswürdigkeiten von Chavannes-les-Grands zählen die Kirche Sainte-Odile (siehe auch: Liste der Monuments historiques in Chavannes-les-Grands) sowie verschiedene Fachwerkhäuser im traditionellen Stil des Sundgaus.

## Bevölkerung
| Jahr      | 1962 | 1968 | 1975 | 1982 | 1990 | 1999 | 2007 |
| Einwohner | 230  | 246  | 239  | 293  | 305  | 292  | 313  |

Mit 343 Einwohnern (1. Januar 2022) gehört Chavannes-les-Grands zu den kleinen Gemeinden des Département Territoire de Belfort. Nachdem die Einwohnerzahl in der ersten Hälfte des 20. Jahrhunderts deutlich abgenommen hatte (1886 wurden noch 436 Personen gezählt), wurde von 1950 bis 1980 wieder ein Bevölkerungswachstum verzeichnet. Seither verbleibt die Einwohnerzahl auf nahezu konstantem Niveau.

## Wirtschaft und Infrastruktur
Chavannes-les-Grands war bis weit ins 20. Jahrhundert hinein ein vorwiegend durch die Landwirtschaft (Ackerbau, Obstbau und Viehzucht), die Fischzucht und die Forstwirtschaft geprägtes Dorf. Daneben gibt es heute einige Betriebe des lokalen Kleingewerbes. Mittlerweile hat sich das Dorf zu einer Wohngemeinde gewandelt. Viele Erwerbstätige sind deshalb Wegpendler, die in den größeren Ortschaften der Umgebung und in der Agglomeration Belfort ihrer Arbeit nachgehen.
Die Ortschaft liegt abseits der größeren Straßenverbindungen an einer Departementsstraße, die von Delle nach Dannemarie führt. Der nächste Anschluss an die Autobahn A36 befindet sich in einer Entfernung von ungefähr 16 Kilometern. Weitere Straßenverbindungen bestehen mit Chavanatte und Montreux-Château.